# Samsung Galaxy J6
El Samsung Galaxy J6 es un teléfono inteligente Android desarrollado por el fabricante coreano Samsung Electronics. Anunciado el 22 de mayo de 2018 y lanzado el mismo día junto con el Samsung Galaxy J4 2018 y el Samsung Galaxy J8, el J6 es un teléfono inteligente de gama baja y
un sucesor del Samsung Galaxy J5 (2017). Tiene un diseño de hardware y características de software similares a su contraparte de gama alta.

## Hardware
El Samsung Galaxy J6 cuenta con una pantalla Super AMOLED de 1480 x 720 p, con una relación de aspecto de 18.5:9, la 'Pantalla infinita'. El J6 tiene un panel de 5,6 pulgadas, con aproximadamente 76.5% de relación pantalla / cuerpo, que era muy similar a los anteriores en la misma línea. El cuerpo trasero está hecho de plástico con la intención de dar una sensación de primera calidad.
Las dimensiones del Samsung Galaxy J6 son 149.3 x 70.2 x 8.2 (altura x ancho x grosor). El teléfono inteligente pesa 154 gramos (5.4 oz) y contiene una batería de iones de litio no extraíble con una capacidad de 3,000 mAh.

## Redes
La red incluye: 
- Wi-Fi 802.11 b / g / n, Wi-Fi Directo y punto de acceso
- Conexión 4G VoLTE
- Bluetooth 4.2, A2DP, LE
- GPS, con A-GPS, GLONASS, BDS
- Radio FM estéreo con opción de grabación
- USB microUSB 2
- USB On-The-Go habilitado

Con un puerto de Micro SD y 1 De SIM

## Sensores
Sensor incluye:
- Proximidad, Acelerómetro y Huella digital (montaje posterior).